# Сталбе
Сталбе (латыш. Stalbe) это населенный пункт, Сталбской волости Паргауйского края, краевой и волостной центр.

## История
Название Сталбе происходит от фамилии владельца Сталбской усадьбы Сталбитера, в исторических источниках впервые упоминается в 1425 году. Населённый пункт образован вокруг центра бывшего имения и по-прежнему сохраняет древнюю планировку.

## География
Расположен на пересечении автодорог A3 и P14 на берегу реки Личупите в 18 км от Цесиса и в 77 км от Риги.

## Экономика
В Сталбе находится краевая дума, административные учреждения, АЗС, магазины.

## Архитектура и достопримечательности

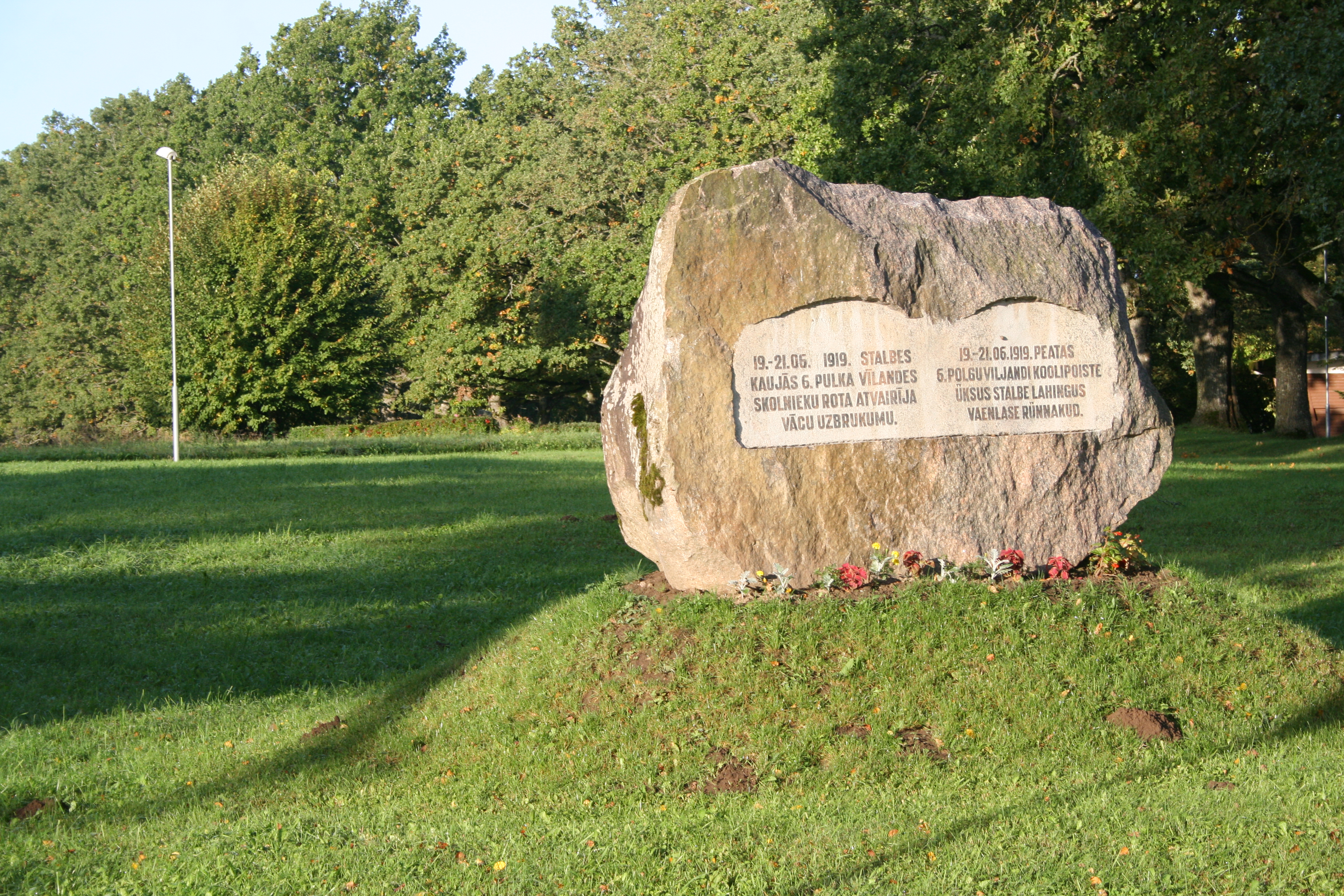
Памятник Вильяндской роте школьников 6-го Цесисского полка предотвратившим наступление немцев в бою у Сталбе в 1919 году.

В Сталбе, в прямой видимости с автодороги А3, находится мастерская «Ezeriņi» («Эзерини»), привлекающее внимание путешественников своеобразным зоопарком из каменных скульптур.
В Сталбе находится памятник эстонским школьникам из Вильянди, входившим в состав добровольческой роты школьников Цесисского полка — одного из первых армейских формирований независимой Латвии.

## Культура и искусство
В доме культуры действует женский вокальный ансамбль «Pārgaujas lakstīgalas» («Соловьи из Паргауйи») и проводятся различные мероприятия.

## Наука и образование
Действует Сталбская средняя школа.

## Спорт
Действует спортивный зал оборудованный для занятий тяжёлой атлетикой.